# Bryan Donkin
Brian Donkin (22 marzo 1768 – 27 febbraio 1855) è stato un ingegnere inglese.

## Biografia
Nato a Sandoe, in Northumberland, lavorava come apprendista da un cartaio, John Hall. Donkin fu assunto nel 1798 da Nicholas Louis Robert per migliorare la macchina per la produzione della carta. Egli sviluppò la versione commerciale della Fourdrinier e inventò la composizione di più rulli nella stampa. Nel 1808 brevettò la penna in acciaio. Nel 1812 Donkin fondò in Inghilterra la prima fabbrica di conserve. I barattoli di ferro erano rivestiti di stagno per proteggere i cibi. Dal 1825 al 1827 fornì equipaggiamenti e apparecchiature Marc Isambard Brunel durante la costruzione del Tunnel nel Tamigi.
Nel 1829, Charles Babbage richiese l'assistenza di Donkin con Georg Rennie (ingegnere), come consulto e per i pezzi della macchina differenziale di Babbage, la quale macchina era stata commissionata a Babbage da Joseph Clement. Dal 1847, il suo gruppo iniziò a progettare i primi prodotti per le distributrici di gas. Donkin dà il nome a un tipo di valvole per gli impianti a gas e al Bryan Donkin RMG Gas Controls Limited. Nel 1853 Donkin costruì un calcolatore sul design di Per Georg Scheutz e suo figlio Edvard. Questa macchina operava con 15 cifre. Ora è custodita nel museo della scienza di Londra.